# Беридзе, Тенгиз Георгиевич
Тенгиз Беридзе (груз. თენგიზ ბერიძე; 26 октября 1939, Тбилиси — 3 декабря 2024) — советский и грузинский биохимик и молекулярный биолог, доктор биологических наук, профессор, член-корреспондент Академии наук Грузинской ССР (1988), академик Академии наук Грузии (1993). Лауреат Премии имени С. В. Дурмишидзе АН Грузии (2011).

## Биография
Родился 26 октября 1939 года в Тбилиси, Грузинской ССР.
С 1957 по 1962 год обучался на химическом факультете Тбилисского государственного университета. С 1963 по 1967 год обучался в аспирантуре Институте биохимии имени А. Н. Баха АН СССР. С 1967 по 1968 год проходил обучение на постдокторантуре Института белка АН СССР.
С 1962 по 1966 год на научной работе в Институте ботаники АН ГрузССР в качестве научного сотрудника. С 1968 по 1969 год на научной работе в Институте биохимии растений АН ГрузССР в качестве старшего научного сотрудника. С 1969 года на научной работе в Институте биохимии и биотехнологии имени Дурмишидзе АН Грузинской ССР — НАН Грузии в должности руководителя научно-исследовательской лаборатории нуклеиновых кислот. С 1989 по 1999 год одновременно с научной занимался и педагогической работе в качестве профессора Тбилисского государственного университета и с 2009 года — профессора Государственный университет имени И. Чавчавадзе.

### Научно-педагогическая деятельность и вклад в науку
Основная научно-педагогическая деятельность Т. Беридзе была связана с вопросами в области биохимии и молекулярной биологии, в том числе исследованиями Сателлитных ДНК клеточных структур растений.
В 1967 году защитил кандидатскую диссертацию по теме: «Исследование ДНК клеточных структур растений», в 1980 году защитил докторскую диссертацию на соискание учёной степени доктор биологических наук по теме: «Сателлитные ДНК высших растений». В 1989 году ему присвоено учёное звание профессор. В 1988 году был избран член-корреспондентом Академии наук Грузинской ССР, в 1993 году — действительным членом НАН Грузии. В 2011 году за работы в области биохимии он был удостоен Премии имени С. В. Дурмишидзе АН Грузии. Т. Беридзе было написано более семидесяти научных работ, в том числе монографий.
Умер 3 декабря 2024 года в возрасте 85 лет.

## Основные труды
- Исследование ДНК клеточных структур растений. — Москва, 1967. — 134 с.
- Отчет о командировке во Францию / АН СССР. ВИНИТИ. — Москва : [б. и.], 1976.
- Сателлитные ДНК высших растений. — Тбилиси, 1979. — 288 с[7]

## Награды
- Премия имени С. В. Дурмишидзе АН Грузии (2011)